# Arusha Nemzeti Park
Az Arusha Nemzeti Park területe lefedi a Merut, a 4566 méter magasan emelkedő vulkánt, az Arusha régióban Északkelet-Tanzániában. A park maga kicsi, de változatos a három különböző terület lenyűgöző látványa miatt. Nyugaton, a Meru kráterből ömlik ki a Jekukumia folyó, a Meru-hegy csúcsa ennek a szegélyén helyezkedik el. A Ngurdoto kráter a délnyugati sztyeppén fekszik.  A sekély alkálikus Momella tó északkeleten fekszik, változatos algás a színe és híres a gázlómadarairól.
A Meru-hegy a második legmagasabb hegy Tanzániában a tőle 60 km-re található Kilimandzsáró után, ami meghatározza a nemzeti parkból a keleti kilátást.
Az Arusha Nemzeti Park egy 300 km-es tengelyen fekszik Afrika leghíresebb nemzeti parkjaival, a nyugati Serengetitől és Ngorongoro krátertől a keleti Kilimandzsáró Nemzeti Parkig.

## Eljutás
A park csak néhány kilométerre fekszik Arusha északkeleti részétől. 58 kilométerre van Moshitól és 35 kilométerre van a Kilimandzsáró Nemzetközi Repülőtértől (KIA).

## Vadvilág
Az Arusha Nemzeti Parknak nagyon gazdag az állatvilága, de nem ugyanazt az élményt nyújtja, mint más észak-tanzániai nemzeti parkok. A park kis mérete ellenére gyakori itt többek között a zsiráf, a kafferbivaly, az alföldi zebra, a varacskosdisznó, a zászlósfarkú kolobusz, a fejdíszes cerkóf, a kis flamingó. Ez a park az egyetlen hely északon, ahol zászlósfarkú kolobuszt könnyen lehet látni. Afrikai elefánt is található a parkban, de csak ritkán látható, oroszlánok viszont nem élnek a parkban. Az erdő madárvilága fajokban gazdag, és könnyebben megfigyelhető, mint más területeken. Gyakran látni kantáros trogont és szalagosfarkú trogont, míg a seregélyfélék kevesebb érdekességet kínálnak.

## Fordítás
Ez a szócikk részben vagy egészben  az   Arusha_National_Park című angol Wikipédia-szócikk fordításán alapul.  Az eredeti cikk szerkesztőit annak laptörténete sorolja fel. Ez a jelzés csupán a megfogalmazás eredetét és a szerzői jogokat jelzi, nem szolgál a cikkben szereplő információk forrásmegjelöléseként. https://en.wikipedia.org/wiki/Arusha_National_Park